# Ligaria cuneifolia
Ligaria cuneifolia es una planta arbustiva glabra. Su fruto es una baya ronda. Se conoce comúnmente como "liga" (en Argentina) o "quintral de espino" (en Chile).

## Taxonomía
Ligaria cuneifolia fue descrita por (Ruiz & Pav.) Tiegh. y publicado en Bulletin de la Société Botanique de France 42: 347. 1895.
SinonimiaPsittacanthus peruanus Engler
Psittacanthus ninhidrinae Capurro & Escudero
Psittacanthus hortonii Standley & Barkley
Psittacanthus cuneifolius (R. & P.) G.Don
Psittacanthus coronatus Hauman & Irigoyen
Phrygilanthus cuneifolius (Ruiz & Pav.) Eichler
Loranthus viscoideus Poepp. ex Eichl.
Loranthus obmunitus Spreng.
Loranthus montevidensis Spreng.
Loranthus cuneifolius Ruiz & Pav.
Ligaria viscoides (Poepp.) Tiegh.
Ligaria orbignyana Van Tiegh.
Ligaria lanceolata Van Tiegh.
Ligaria emarginata Van Tiegh.
Ligaria coronata (Hauman & Irigoyen) Tiegh.